# Miyabiyama Tetsushi
Miyabiyama Tetsushi (jap. 雅山 哲士, eig. Takeuchi Masato (竹内 雅人); * 28. Juli 1977 in Mito, Präfektur Ibaraki) ist ein ehemaliger japanischer Sumōringer.

## Karriere
Als früherer Hochschulsportler begann Miyabiyama seine Karriere im Profisumō im Sonderrang Makushita Tsukedashi in der Makushita-Division. In dieser und der übergeordneten Jūryō-Division gewann er bereits jeweils zwei Turniere, bevor er im März 1999 in der Makuuchi-Division debütierte und sich relativ geradlinig hocharbeitete. 2000 war er bereits Sanyaku und konnte eine Reihe vielversprechender Resultate abliefern, so dass er im Sommer des Jahres zum Ōzeki befördert wurde. Zu dieser Zeit wurde er mitunter als kommender Yokozuna gehandelt.
Doch bereits bei seinem ersten Basho im neuen Rang konnte Miyabiyama nur ein Make-koshi von 6–9 erreichen, und seine Turnierergebnisse blieben für einen Ozeki eher schlecht, bis eine Fußgelenkverletzung den endgültigen Abstieg einläutete. Außerdem musste er sich wegen eines chronischen Problems mit seiner rechten Schulter operieren lassen, so dass er über zwei Turniere ausfiel und sich danach als Maegashira wiederfand. Seitdem gehört er meist zu den oberen dieses Ranges. Vereinzelte hohe Kachi-koshi haben ihn mehrmals zurück unter die Sanyaku-Ränge gebracht; seine bisher fehlende Fähigkeit, kontinuierlich eine diesem Stand angemessenen Leistung abzuliefern, ließ ihn aber früher oder später immer wieder zurückfallen.
In seinen Anfängen war Miyabiyama ein sehr kraftvoller Rikishi, seit einiger Zeit haben seine Stärke und Schnelligkeit aber abgenommen. Stattdessen hat er an Körperfettanteil zugelegt. Er ist selbst für einen Sumōringer sehr massig.
Zwischenzeitlich sah es so aus, als ob Miyabiyama an seine alten Leistungen wieder anknüpfen könnte. Einem 10–5 als Komusubi im März 2006 konnte er ein weiteres starkes Turnier folgen lassen und mit 14–1 abschließen was ihm die Chance eröffnete, mit einem weiteren guten Ergebnis wieder zum Ozeki befördert zu werden. Doch reichte es nur zu einem 10–5. Zwar hatte er beim Turnier in Nagoya rechnerisch genug Siege erreicht (10), um Ozeki werden zu können, jedoch wurde eine Beförderung nicht ausgesprochen. Seine Leistungen nahmen in den folgenden Jahren weiter ab und er versank im Mittelmaß der Sekitori und stieg zwischendurch in die Jūryō-Division ab. Nachdem er im Januar 2012 wieder den Rang des Komusubi innegehabt hatte, konnte er danach kaum noch mehr als 5 Siege pro Turnier erreichen und stieg schließlich nach dem Hatsu Basho 2013 erneut in die Jūryō-Division ab. Als er nach einem 3–12 Ergebnis beim Haru Basho 2013 in Osaka den Abstieg rechnerisch, als Nr. 9 der Jūryō-Division Ost, kaum noch entgehen konnte, verkündete er nach dem letzten Turniertag, wo er noch einen Sieg verbuchen konnte, dass er seine Karriere in der Makushita nicht mehr fortsetzen will und damit zurücktritt. Er wird als Futagoyama-Oyakata weiter dem Sumōverband angehören.